# Kasteel Crabbenburg

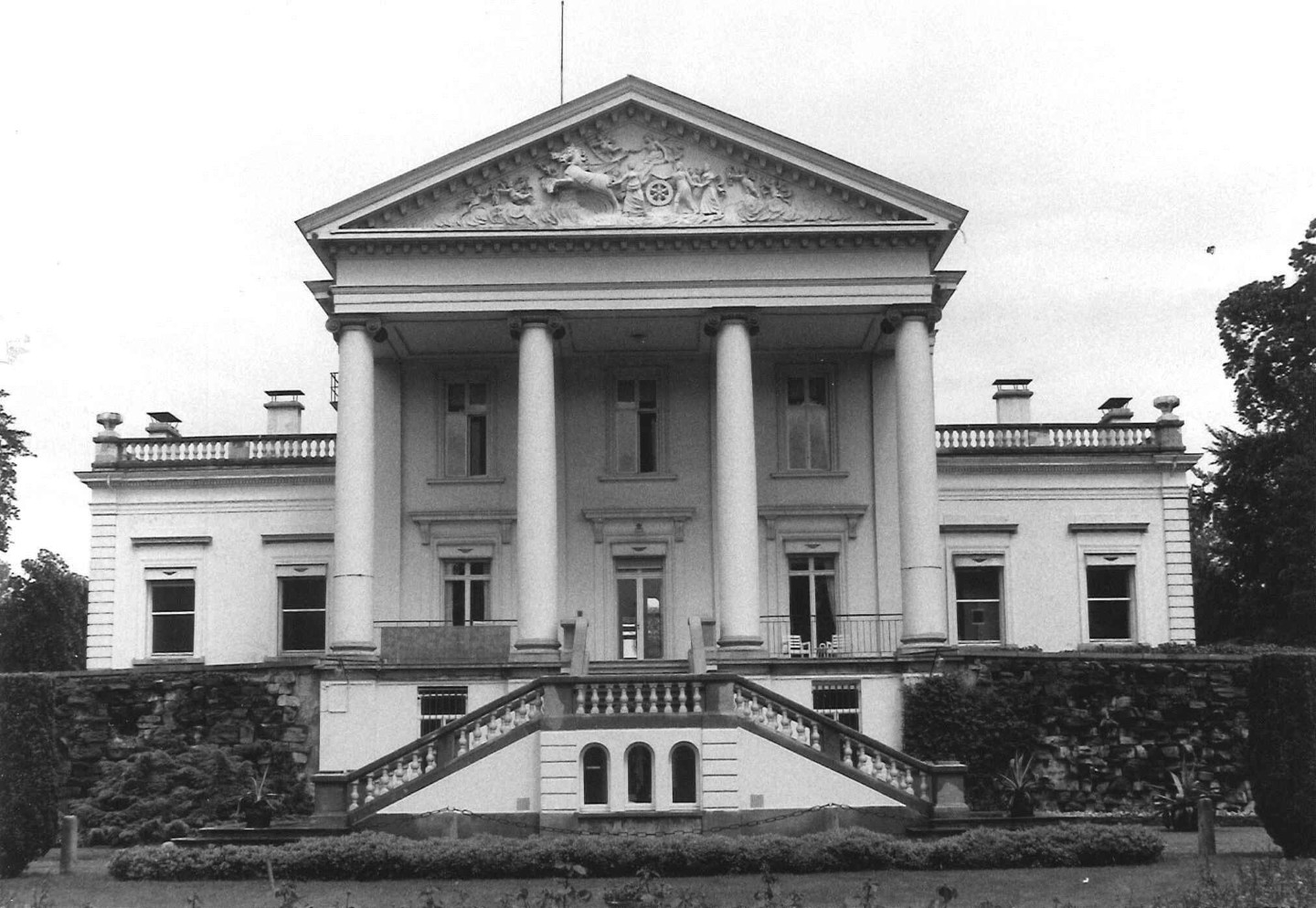
Kasteel Crabbenburg

Het kasteel Crabbenburg is een kasteel in de Oost-Vlaamse plaats Destelbergen, gelegen aan Eenbeekstraat 32 en Zevensterrede 1-5.

## Geschiedenis
Van de oudste geschiedenis is niets bekend. In de 18e eeuw wordt Hiëronymus Josephus d'Hane de ter Varent als eigenaar genoemd. Ook wordt gewag gemaakt van het leen Grooten Wal te Crobbenburgh. Op de Vandermaelenkaarten (omstreeks 1840) was sprake van een rechthoekig omgracht kasteel en daaraan aansluitend een deel van het park met een 8-vormige gracht, overeenkomstig de huidige situatie.
In 1821-1823 werd, in opdracht van F. Heynderycx, een buitenplaats gebouwd naar ontwerp van J.B. Van de Cappelle. In 1892 werd het kasteel nog vergroot in opdracht van baron P. Heynderycx. Zo werd toen de monumentale trap voor de ingangspartij aangelegd. Emile Braun (1849-1927) burgemeester van Gent (1895-1921) maakte gebruik van het domein als buitenverblijf.

## Gebouw
Het betreft een gebouw in empirestijl in de vorm van een op het zuiden gerichte Griekse tempel. De benedenverdieping was oorspronkelijk een oranjerie, daarboven de bel-etage en dan nog een derde bouwlaag. Op het fronton werd een beeldhouwwerk door C. van Ophem aangebracht, voorstellende Apollo in zijn zonnewagen, vergezeld van putti en andere allegorische figuren.
De voorste salons en de hal zijn nog in empirestijl ingericht.

## Domein
Ten noorden van het kasteel werd in 1842 een oranjerie gebouwd voor de verzameling exotische planten van F. Heynderycx. De grachten werden toen omgevormd tot serpentinevijvers. Omstreeks 1942 werd deze oranjerie gesloopt. In 1875 werden enkele dienstgebouwen opgericht, namelijk een koetshuis, stallen en twee woningen voor het personeel.